# A Jupiter holdjai

A Jupiternek 53 nevesített és 38 számmal ellátott holdját ismerjük, összesen 91-et. Ebből az utóbbi 38 még hivatalos megerősítésre és elnevezésre vár.
A négy legnagyobb holdat (Io, Europa, Ganymedes, Callisto) Galilei-holdaknak nevezzük, ezeket Galileo Galilei olasz csillagász fedezte fel 1610-ben. Ezek már kisebb távcsővel is kiválóan megfigyelhetőek. A kisebb holdakat a 19. század vége óta Iuppiter, vagy görög megfelelője, Zeusz szeretői vagy lányai közül nevezik el.

## A holdak felfedezése

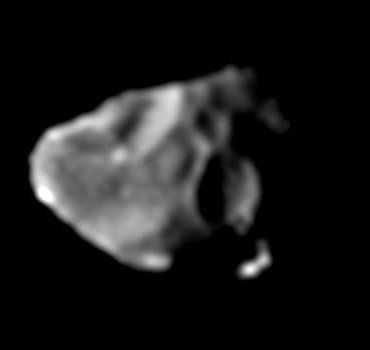
Az Amalthea a Galileo űrszonda felvételén

Galileo Galilei 20x-os nagyítású távcsövével 1610-ben fedezte fel a négy Galilei-holdat. Ezután egészen a 19. század végéig nem is találtak újabbakat, csak 1892-ben fedezte fel Edward Emerson Barnard amerikai csillagász az Amaltheát. A távcsöves fényképezés megjelenésével fedezték fel a további holdakat: 1904-ben a Himaliát, 1905-ben az Elarát, 1908-ban a Pasiphaet, 1914-ben a Sinopét, 1938-ban a Lysitheát és a Carmét, 1951-ben az Anankét, 1974-ben a Ledát, 1975-ben a Themistót.
A Voyager–1 és Voyager–2 űrszondák 1979-es Jupiter-missziói során 13 újabb holdat találtak, köztük három belső holdat is (Metis, Adrastea, Thebe). További holdakat 1999 óta keresnek nagy érzékenységű, földi telepítésű detektorokkal, így 2014-ig az ismert Jupiter-holdak száma 67-re emelkedett.
2018-ban további 12-t fedeztek fel. Ezek közül 9 retrográd mozgást végez.
2023-ban még újabb 12-t találtak meg.[forrás?]

## Csoportok

### Belső holdak
A belső holdak, más néven Amalthea-csoport tagjai: Metis, Adrastea, Amalthea, Thebe. Apró holdakról van szó, amelyek pályái igen közel vannak a bolygóhoz. A belső holdak a Jupiter gyűrűjének részét képezik.

### Galilei-holdak

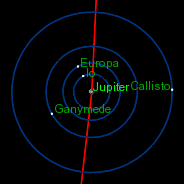
Galilei-holdak és Jupiter körül pályájuk

Főcsoport, más néven Galilei-holdak. Ezek a Ganymedes, Callisto, Io és az Europa. Könnyen felfedezhető, nagy tömegű holdak, pályájuk is jóval távolabb van a belső holdakétól. A Ganymedes a Merkúrnál is nagyobb átmérőjű, ha a Nap körül keringene, bolygónak neveznénk.

### Szabálytalan pályájú holdak
További négy, szabálytalan pályával rendelkező holdcsoportot különböztetünk még meg. Ezek a Himalia csoport, a Carme csoport, az Ananke csoport és a Pasiphae csoport.